# 大韓民国の地方行政区画
大韓民国の地方行政区画（だいかんみんこくのちほうぎょうせいくかく）では、大韓民国（韓国）の地方行政区画・地方行政制度について説明する。地方自治制度については「韓国の地方自治」に詳述されているので参照されたい。
韓国は実効統治する領域を17の第一級行政区画（1特別市・6広域市・1特別自治市・6道・3特別自治道）に区分している。基本的には、第二級行政区画に当たる市・郡、および特別市・広域市管下の区が基礎自治体である。

## 概要

### 第一級行政区画
|    | 行政区域       | 庁舎所在地           | 面積(km2) | 人口（2023年12月） |
| -- | -------------- | -------------------- | --------- | ------------------ |
| 1  | ソウル特別市   | 中区                 | 605.40    | 9,386,034          |
| 2  | 釜山広域市     | 蓮堤区               | 764.43    | 3,293,362          |
| 3  | 大邱広域市     | 中区                 | 884.46    | 2,374,960          |
| 4  | 仁川広域市     | 南洞区               | 994.12    | 2,997,410          |
| 5  | 光州広域市     | 西区                 | 501.41    | 1,419,237          |
| 6  | 大田広域市     | 西区                 | 539.78    | 1,442,216          |
| 7  | 蔚山広域市     | 南区                 | 1,057.14  | 1,103,661          |
| 8  | 京畿道         | 水原市勧善区         | 10,130.86 | 13,630,821         |
| 9  | 江原特別自治道 | 春川市               | 16,613.46 | 1,527,807          |
| 10 | 忠清北道       | 清州市上党区         | 7,431.44  | 1,593,469          |
| 11 | 忠清南道       | 洪城郡               | 8,600.52  | 2,130,119          |
| 12 | 全北特別自治道 | 全州市完山区         | 8,054.62  | 1,754,757          |
| 13 | 全羅南道       | 務安郡               | 12,073.46 | 1,804,217          |
| 14 | 慶尚北道       | 安東市               | 19,025.96 | 2,554,324          |
| 15 | 慶尚南道       | 昌原市               | 10,520.82 | 3,251,158          |
| 16 | 済州特別自治道 | 済州市               | 1,848.27  | 675,252            |
| 17 | 世宗特別自治市 | 同市内（行政区なし） | 465.23    | 386,525            |
| -  | 全国           | ソウル特別市         | 99,646.16 | 51,325,329         |

韓国の行政区域を色分けで示した地図

- 面積は2005年のもの。KOSIS（韓国統計情報システム） ウェブサイトより。

道は朝鮮王朝時代・日本統治時代からの第一級地方行政区画の名称であり（十三道制参照）、大韓民国も継承している。特別市（ソウル）・特別自治市（世宗）・広域市は日本の政令指定都市に相当するが、道から独立している。特別市・特別自治市と広域市は制度上同等である。
また、特別自治道のうち、済州特別自治道は自治権を拡大させた特殊な位置付けとなっており、道が基礎自治体となっている。一方、江原特別自治道と全北特別自治道が所轄する基礎自治体は自治権を維持している。

### 市・郡・区
特別市・広域市の下には区・郡が、道の下には市・郡が置かれている。基本的にはこれらが韓国の基礎自治体である。
市と郡は公選の首長（市長・郡守）と議会（市議会・郡議会）を持つ。1995年に行われた地方行政制度の改編によって、広域市の中に郡が属することができるようになった。
特別市・広域市に属する区は、一般の市と同等の基礎自治体であり、公選の区庁長と区議会が設けられている。これは、日本の東京の特別区と同様である。
人口50万人以上の市は大都市で区が設けられているが、これは日本の政令指定都市の区と同様、自治権を持たない（公選の区庁長や区議会を置かない）行政区である。
また、済州特別自治道の下にある2つの市は「行政市」である。特別自治道が単一の基礎自治体であるため、行政市は自治権を持たず、市長は道知事が任命する。ただし、江原特別自治道と全北特別自治道では市郡が自治権を維持し、従来通りの基礎自治体である。
国会議員の選挙区も基礎自治体で区分けされており、甲乙丙丁戊の十干で分ける選挙区もある。
なお特別・広域市とほぼ同等の権限がある「世宗特別自治市」では、行政区や行政郡などは定めていない。

### 市・郡・区の下位行政区画
基本的に、市・区の下には洞が、郡の下には邑・面がある。
都市部に置かれた洞は日本の市における町名・大字に相当する。支所・出張所と公民館の機能を併せ持った「住民センター（旧洞事務所）」が置かれている。郡部に置かれた邑・面はそれぞれ日本の町・村に当たるが、自治権は持たない。邑・面にもそれぞれ、「洞事務所」と同様の機能を持つ「邑事務所」「面事務所」がある。1995年以後に市と郡が合併してできた市、人口規模の大きな郡を丸ごと昇格させた市を「都農複合形態市」と呼び、同じ市の中でも洞と邑・面が置かれている。
洞の下には統が、さらにその下には班がある。統は日本でいえば町内会・自治会に相当し、班は町内会・自治会内の班に相当するが、統・班は「10統3班」のように数字で表され、住所を書く際に番地の後ろにカッコ書きで統・班を表示することがある。
邑・面の下には里があり、これは日本の町村における大字に相当する。韓国の統計書では、これら末端の行政組織の人口・世帯数もカウントされている。
|            |                | 市・郡・区 | 市・郡・区 | 市・郡・区 | 市・郡・区 | 行政市・一般区 | 行政市・一般区 | 邑・面・洞 | 邑・面・洞 | 邑・面・洞 | 邑・面・洞 |
| 計         | 市             | 郡         | 区         | 行政市     | 一般区     | 計             | 邑             | 面         | 洞         |            |            |
| 合計       | 合計           | 226        | 75         | 82         | 69         | 2              | 35             | 3,052      | 220        | 1,193      | 2,089      |
| ---------- | -------------- | ---------- | ---------- | ---------- | ---------- | -------------- | -------------- | ---------- | ---------- | ---------- | ---------- |
| 特別市     | ソウル特別市   | 25         |            |            | 25         |                |                | 423        |            |            | 424        |
| 広域市     | 釜山広域市     | 16         |            | 1          | 15         |                |                | 206        | 3          | 2          | 201        |
| 広域市     | 大邱広域市     | 9          |            | 2          | 7          |                |                | 147        | 4          | 13         | 130        |
| 広域市     | 仁川広域市     | 10         |            | 2          | 8          |                |                | 146        | 1          | 19         | 129        |
| 広域市     | 光州広域市     | 5          |            |            | 5          |                |                | 95         |            |            | 95         |
| 広域市     | 大田広域市     | 5          |            |            | 5          |                |                | 79         |            |            | 79         |
| 広域市     | 蔚山広域市     | 5          |            | 1          | 4          |                |                | 56         | 4          | 8          | 44         |
| 道         | 京畿道         | 31         | 28         | 3          |            |                | 17             | 560        | 33         | 108        | 419        |
| 道         | 忠清北道       | 12         | 3          | 8          |            |                | 4              | 153        | 15         | 87         | 51         |
| 道         | 忠清南道       | 15         | 8          | 7          |            |                | 2              | 207        | 24         | 137        | 46         |
| 道         | 全羅南道       | 22         | 5          | 17         |            |                |                | 297        | 33         | 196        | 68         |
| 道         | 慶尚北道       | 22         | 10         | 12         |            |                | 2              | 324        | 35         | 195        | 94         |
| 道         | 慶尚南道       | 18         | 8          | 10         |            |                | 5              | 315        | 21         | 175        | 119        |
| 特別自治道 | 江原特別自治道 | 18         | 7          | 11         |            |                |                | 193        | 24         | 95         | 74         |
| 特別自治道 | 全北特別自治道 | 14         | 6          | 8          |            |                | 2              | 241        | 15         | 144        | 82         |
| 特別自治道 | 済州特別自治道 |            |            |            |            | 2              |                | 43         | 7          | 5          | 31         |
| 特別自治市 | 世宗特別自治市 |            |            |            |            |                |                | 13         | 1          | 9          | 3          |

## 沿革
朝鮮王朝時代末期から日本統治時代初期にかけての行政制度改編が、今日の韓国の地方制度の基盤となっている（歴史的な制度については、朝鮮八道や十三道制を参照）。日本の降伏後、アメリカ軍が進駐した戦後の朝鮮半島南半部の地方行政は、日本統治時代の地方行政区画や制度を引き継ぐ形で出発した。米軍統治下、済州島は全羅南道から分割されて済州道となり、ソウル市は京畿道から分離されてソウル特別市となった。
大韓民国の建国後、1949年の地方自治法によって市・邑・面が「自治団体」とされた。自治団体には地方議会が編成され、自治体の長を議会が選出するとした（ソウル特別市長・道知事は大統領の任命、郡守は道知事の推薦により大統領が任命）。1960年の法改正によって市邑面長の公選への道筋が付けられたが、1961年の軍事クーデターにともなって「地方自治に関する臨時措置法」が制定され、地方議会は解散、地方自治は停止された。邑・面に代わり郡が「自治体」とされ、以後、市・郡は中央から派遣された官僚によって行政事務を行う地方行政機関となった。
1963年には慶尚南道釜山市が道から分離され、「釜山直轄市」となった。行政区画の上では都市部と農村部を区別する「都農分離」が行われ、郡の中で都市化の進んだ地域は市として分離された。
1980年代には、京畿道仁川市・慶尚北道大邱市（1981年）、全羅南道光州市（1986年）、忠清南道大田市（1989年）がそれぞれ直轄市として昇格し、道から分離された。
1980年代末の韓国の民主化により、1991年から段階的に地方自治が復活するようになったが、行政区画の問題点も浮かび上がってきた。1995年には都農複合形態市の編成も可能になり、かつて分割された市郡の統合、飛び地の解消など、地方行政区画の再編が大規模に行われた。また、1995年には官治的な色彩を帯びた「直轄市」の名称が「広域市」に改められている。
1997年には慶尚南道蔚山市が蔚山広域市に昇格。また2006年には済州道の自治権が拡大されて済州特別自治道となり、2012年には忠清南道燕岐郡を主とした地域に世宗特別自治市が新設された。特別自治市は特別市や広域市と同格とされている。
2022年5月29日、韓国国会で「江原特別自治道設置等に関する特別法案」が通過したため、2023年6月に江原道は済州特別自治道に次ぐ2番目の特別自治道、江原特別自治道となった。
2022年12月、韓国国会で「全北特別自治道設置等に関する特別法案」が通過したため、2024年1月に全羅北道は3番目の特別自治道、全北特別自治道となった。
大韓民国が国土と主張するのは朝鮮半島全域である。朝鮮民主主義人民共和国が統治する北半部地域に関して、大韓民国は公式には1945年8月15日時点の行政区画を適用しており、名目的な知事や市長・郡守を任命している（以北五道参照）。

## 行政区域の一覧

### ソウル特別市
서울특별시【서울特別市】Seoul-teukbyeolsi （ソウル=トゥクピョルシ）
- 鐘路区 - 종로구【鐘路區】Jongno-gu （チョンノ=グ）
- 中区 - 중구【中區】Jung-gu （チュン=グ、ソウル市庁所在地）
- 龍山区 - 용산구【龍山區】Yongsan-gu（ヨンサン=グ、大統領室所在）
- 城東区 - 성동구【城東區】Seongdong-gu （ソンドン=グ）
- 広津区 - 광진구【廣津區】Gwangjin-gu （クァンジン=グ）
- 東大門区 - 동대문구【東大門區】Dongdaemun-gu （トンデムン=グ）
- 中浪区 - 중랑구【中浪區】Jungnang-gu （チュンナン=グ）
- 城北区 - 성북구【城北區】Seongbuk-gu （ソンブク=ク）
- 江北区 - 강북구【江北區】Gangbuk-gu （カンブク=ク）
- 道峰区 - 도봉구【道峰區】Dobong-gu （トボン=グ）
- 蘆原区 - 노원구【蘆原區】Nowon-gu （ノウォン=グ）
- 恩平区 - 은평구【恩平區】Eunpyeong-gu （ウンピョン=グ）
- 西大門区 - 서대문구【西大門區】Seodaemun-gu （ソデムン=グ）
- 麻浦区 - 마포구【麻浦區】Mapo-gu （マポ=グ）
- 陽川区 - 양천구【陽川區】Yangcheon-gu （ヤンチョン=グ）
- 江西区 - 강서구【江西區】Gangseo-gu （カンソ=グ）
- 九老区 - 구로구【九老區】Guro-gu （クロ=グ）
- 衿川区 - 금천구【衿川區】Geumcheon-gu （クムチョン=グ）
- 永登浦区 - 영등포구【永登浦區】Yeongdeungpo-gu （ヨンドゥンポ=グ、国会所在地）
- 銅雀区 - 동작구【銅雀區】Dongjak-gu （トンジャク=ク）
- 冠岳区 - 관악구【冠岳區】Gwanak-gu （クァナク=ク）
- 瑞草区 - 서초구【瑞草區】Seocho-gu （ソチョ=グ）
- 江南区 - 강남구【江南區】Gangnam-gu （カンナム=グ）
- 松坡区 - 송파구【松坡區】Songpa-gu （ソンパ=グ）
- 江東区 - 강동구【江東區】Gangdong-gu （カンドン=グ）

### 釜山広域市
부산광역시【釜山廣域市】Busan-gwangyeoksi （プサン=グァンヨクシ）
- 中区 - 중구【中區】Jung-gu （チュン=グ）
- 西区 - 서구【西區】Seo-gu （ソ=グ）
- 東区 - 동구【東區】Dong-gu （トン=グ）
- 影島区 - 영도구【影島區】Yeongdo-gu （ヨンド=グ）
- 釜山鎮区 - 부산진구【釜山鎭區】Busanjin-gu （プサンジン=グ）
- 東萊区 - 동래구【東萊區】Dongnae-gu （トンネ=グ）
- 南区 - 남구【南區】Nam-gu （ナム=グ）
- 北区 - 북구【北區】Buk-gu （プク=ク）
- 海雲台区 - 해운대구【海雲臺區】Haeundae-gu （ヘウンデ=グ）
- 沙下区 - 사하구【沙下區】Saha-gu （サハ=グ）
- 金井区 - 금정구【金井區】Geumjeong-gu （クムジョン=グ）
- 江西区 - 강서구【江西區】Gangseo-gu （カンソ=グ）
- 蓮堤区 - 연제구【蓮堤區】Yeonje-gu （ヨンジェ=グ、釜山市庁所在地）
- 水営区 - 수영구【水營區】Suyeong-gu （スヨン=グ）
- 沙上区 - 사상구【沙上區】Sasang-gu （ササン=グ）
- 機張郡 - 기장군【機張郡】Gijang-gun （キジャン=グン）

### 大邱広域市
대구광역시【大邱廣域市】Daegu-gwangyeoksi （テグ=グァンヨクシ）
- 中区 - 중구【中區】Jung-gu （チュン=グ、大邱市庁所在地）
- 東区 - 동구【東區】Dong-gu （トン=グ）
- 西区 - 서구【西區】Seo-gu （ソ=グ）
- 南区 - 남구【南區】Nam-gu （ナム=グ）
- 北区 - 북구【北區】Buk-gu （プク=ク）
- 寿城区 - 수성구【壽城區】Suseong-gu （スソン=グ）
- 達西区 - 달서구【達西區】Dalseo-gu （タルソ=グ）
- 達城郡 - 달성군【達城郡】Dalseong-gun （タルソン=グン）
- 軍威郡 - 군위군【軍威郡】Gunwi-gun （クヌィ=グン）

### 仁川広域市
인천광역시【仁川廣域市】Incheon-gwangyeoksi （インチョン=グァンヨクシ）
- 中区 - 중구【中區】Jung-gu （チュン=グ）
- 東区 - 동구【東區】Dong-gu （トン=グ）
- 弥鄒忽区 - 미추홀구【彌鄒忽區】Michuhol-gu （ミチュホル=グ）
- 延寿区 - 연수구【延壽區】Yeonsu-gu （ヨンス=グ）
- 南洞区 - 남동구【南洞區】Namdong-gu （ナムドン=グ、仁川市庁所在地）
- 富平区 - 부평구【富平區】Bupyeong-gu （プピョン=グ）
- 桂陽区 - 계양구【桂陽區】Gyeyang-gu （ケヤン=グ）
- 西区 - 서구【西區】Seo-gu （ソ=グ）
- 江華郡 - 강화군【江華郡】Ganghwa-gun （カンファ=グン）
- 甕津郡 - 옹진군【甕津郡】Ongjin-gun （オンジン=グン）

### 光州広域市
광주광역시【光州廣域市】Gwangju-gwangyeoksi （クァンジュ=グァンヨクシ）
- 東区 - 동구【東區】Dong-gu （トン=グ）
- 西区 - 서구【西區】Seo-gu （ソ=グ、光州市庁所在地）
- 南区 - 남구【南區】Nam-gu （ナム=グ）
- 北区 - 북구【北區】Buk-gu （プク=ク）
- 光山区 - 광산구【光山區】Gwangsan-gu （クァンサン=グ）

### 大田広域市
대전광역시【大田廣域市】Daejeon-gwangyeoksi （テジョン=グァンヨクシ）
- 東区 - 동구【東區】Dong-gu （トン=グ）
- 中区 - 중구【中區】Jung-gu （チュン=グ）
- 西区 - 서구【西區】Seo-gu （ソ=グ、大田市庁所在地）
- 儒城区 - 유성구【儒城區】Yuseong-gu （ユソン=グ）
- 大徳区 - 대덕구【大德區】Daedeok-gu （テドク=ク）

### 蔚山広域市
울산광역시【蔚山廣域市】Ulsan-gwangyeoksi （ウルサン=グァンヨクシ）
- 中区 - 중구【中區】Jung-gu （チュン=グ）
- 南区 - 남구【南區】Nam-gu （ナム=グ、蔚山市庁所在地）
- 東区 - 동구【東區】Dong-gu （トン=グ）
- 北区 - 북구【北區】Buk-gu （プク=ク）
- 蔚州郡 - 울주군【蔚州郡】Ulju-gun （ウルチュ=グン）

### 世宗特別自治市
세종특별자치시【世宗特別自治市】Sejong-teukbyeoljachisi （セジョン=トゥクピョルチャチシ）
※特別市・広域市とは異なり、行政区は置かない

### 京畿道
경기도【京畿道】Gyeonggi-do （キョンギ=ド）
- 水原市 - 수원시【水原市】Suwon-si （スウォン=シ）
  - 長安区 - 장안구【長安區】Jangan-gu （チャンアン=グ）
  - 勧善区 - 권선구【勸善區】Gwonseon-gu （クォンソン=グ、京畿道庁所在地）
  - 八達区 - 팔달구【八達區】Paldal-gu （パルタル=ク）
  - 霊通区 - 영통구【靈通區】Yeongtong-gu （ヨントン=グ）
- 城南市 - 성남시【城南市】Seongnam-si （ソンナム=シ）
  - 寿井区 - 수정구【壽井區】Sujeong-gu （スジョン=グ）
  - 中院区 - 중원구【中院區】Jungwon-gu （チュンウォン=グ）
  - 盆唐区 - 분당구【盆唐區】Bundang-gu （プンダン=グ）
- 議政府市 - 의정부시【議政府市】Uijeongbu-si （ウィジョンブ=シ）
- 安養市 - 안양시【安養市】Anyang-si （アニャン=シ）
  - 万安区 - 만안구【萬安區】Manan-gu （マナン=グ）
  - 東安区 - 동안구【東安區】Dongan-gu （トンアン=グ）
- 富川市 - 부천시【富川市】Bucheon-si （プチョン=シ）
  - 遠美区 - 원미구【遠美區】Wonmi-gu （ウォンミ=グ）
  - 素砂区 - 소사구【素砂區】Sosa-gu （ソサ=グ）
  - 梧亭区 - 오정구【梧亭區】Ojeong-gu （オジョン=グ）
- 光明市 - 광명시【光明市】Gwangmyeong-si （クァンミョン=シ）
- 平沢市 - 평택시【平澤市】Pyeongtaek-si （ピョンテク=シ）
- 東豆川市 - 동두천시【東豆川市】Dongducheon-si （トンドゥチョン=シ）
- 安山市 - 안산시【安山市】Ansan-si （アンサン=シ）
  - 常緑区 - 상록구【常綠區】Sangnok-gu （サンノク=ク）
  - 檀園区 - 단원구【檀園區】Danwon-gu （タヌォン=グ）
- 高陽市 - 고양시【高陽市】Goyang-si （コヤン=シ）
  - 徳陽区 - 덕양구【德陽區】Deogyang-gu （トギャン=グ）
  - 一山東区 - 일산동구【一山東區】Ilsandong-gu （イルサンドン=グ）
  - 一山西区 - 일산서구【一山西區】Ilsanseo-gu （イルサンソ=グ）
- 果川市 - 과천시【果川市】Gwacheon-si （クァチョン=シ）
- 九里市 - 구리시【九里市】Guri-si （クリ=シ）
- 南楊州市 - 남양주시【南楊州市】Namyangju-si （ナミャンジュ=シ）
- 烏山市 - 오산시【烏山市】Osan-si （オサン=シ）
- 始興市 - 시흥시【始興市】Siheung-si （シフン=シ）
- 軍浦市 - 군포시【軍浦市】Gunpo-si （クンポ=シ）
- 義王市 - 의왕시【義王市】Uiwang-si （ウィワン=シ）
- 河南市 - 하남시【河南市】Hanam-si （ハナム=シ）
- 龍仁市 - 용인시【龍仁市】Yongin-si （ヨンイン=シ）
  - 水枝区 - 수지구【水枝區】Suji-gu （スジ=グ）
  - 器興区 - 기흥구【器興區】Giheung-gu （キフン=グ）
  - 処仁区 - 처인구【處仁區】Cheoin-gu （チョイン=グ）
- 坡州市 - 파주시【坡州市】Paju-si （パジュ=シ）
- 利川市 - 이천시【利川市】Icheon-si （イチョン=シ）
- 安城市 - 안성시【安城市】Anseong-si （アンソン=シ）
- 金浦市 - 김포시【金浦市】Gimpo-si （キンポ=シ）
- 華城市 - 화성시【華城市】Hwaseongsi （ファソン=シ）
- 広州市 - 광주시【廣州市】Gwangju-si （クァンジュ=シ）
- 楊州市 - 양주시【楊州市】Yangju-si （ヤンジュ=シ）
- 抱川市 - 포천시【抱川市】Pocheon-si （ポチョン=シ）
- 驪州市 - 여주시【驪州市】Yeoju-si （ヨジュ=シ）
- 漣川郡 - 연천군【漣川郡】Yeoncheon-gun （ヨンチョン=グン）
- 加平郡 - 가평군【加平郡】Gapyeong-gun （カピョン=グン）
- 楊平郡 - 양평군【楊平郡】Yangpyeong-gun （ヤンピョン=グン）

### 江原特別自治道
강원특별자치도【江原特別自治道】Gangwon-teukbyeoljachido （カンウォン=トゥクピョルチャチド）
- 春川市 - 춘천시【春川市】Chuncheon-si （チュンチョン=シ、江原特別自治道庁所在地）
- 原州市 - 원주시【原州市】Wonju-si （ウォンジュ=シ）
- 江陵市 - 강릉시【江陵市】Gangneung-si （カンヌン=シ）
- 東海市 - 동해시【東海市】Donghae-si （トンヘ=シ）
- 太白市 - 태백시【太白市】Taebaek-si （テベク=シ）
- 束草市 - 속초시【束草市】Sokcho-si （ソクチョ=シ）
- 三陟市 - 삼척시【三陟市】Samcheok-si （サムチョク=シ）
- 洪川郡 - 홍천군【洪川郡】Hongcheon-gun （ホンチョン=グン）
- 横城郡 - 횡성군【橫城郡】Hoengseong-gun （フェンソン=グン）
- 寧越郡 - 영월군【寧越郡】Yeongwol-gun （ヨンウォル=グン）
- 平昌郡 - 평창군【平昌郡】Pyeongchang-gun （ピョンチャン=グン）
- 旌善郡 - 정선군【旌善郡】Jeongseon-gun （チョンソン=グン）
- 鉄原郡 - 철원군【鐵原郡】Cheorwon-gun （チョルォン=グン）
- 華川郡 - 화천군【華川郡】Hwacheon-gun （ファチョン=グン）
- 楊口郡 - 양구군【楊口郡】Yanggu-gun （ヤング=グン）
- 麟蹄郡 - 인제군【麟蹄郡】Inje-gun （インジェ=グン）
- 高城郡 - 고성군【高城郡】Goseong-gun （コソン=グン）
- 襄陽郡 - 양양군【襄陽郡】Yangyang-gun （ヤンヤン=グン）

### 忠清北道
충청북도【忠淸北道】Chungcheongbuk-do （チュンチョンブク=ト、"충북"（忠北, Chungbuk）と略される）
- 清州市 - 청주시【淸州市】Cheongju-si （チョンジュ=シ）
  - 上党区 - 상당구【上黨區】Sangdang-gu （サンダン=グ、忠清北道庁所在地）
  - 興徳区 - 흥덕구【興德區】Heungdeok-gu （フンドク=ク）
  - 西原区 - 서원구【西原區】Seowon-gu （ソウォン=グ）
  - 清原区 - 청원구【淸原區】Cheongwon-gu （チョンウォン=グ）
- 忠州市 - 충주시【忠州市】Chungju-si （チュンジュ=シ）
- 堤川市 - 제천시【堤川市】Jecheon-si （チェチョン=シ）
- 報恩郡 - 보은군【報恩郡】Boeun-gun （ポウン=グン）
- 沃川郡 - 옥천군【沃川郡】Okcheon-gun （オクチョン=グン）
- 永同郡 - 영동군【永同郡】Yeongdong-gun （ヨンドン=グン）
- 鎮川郡 - 진천군【鎭川郡】Jincheon-gun （チンチョン=グン）
- 槐山郡 - 괴산군【槐山郡】Goesan-gun （クェサン=グン）
- 陰城郡 - 음성군【陰城郡】Eumseong-gun （ウムソン=グン）
- 丹陽郡 - 단양군【丹陽郡】Danyang-gun （タニャン=グン）
- 曽坪郡 - 증평군【曾坪郡】Jeungpyeong-gun （チュンピョン=グン）

### 忠清南道
충청남도【忠淸南道】Chungcheongnam-do （チュンチョンナム=ド、"충남"（忠南, Chungnam）と略される。）
- 天安市 - 천안시【天安市】Cheonan-si （チョナン=シ）
  - 東南区 - 동남구【東南區】Dongnam-gu （トンナム=グ）
  - 西北区 - 서북구【西北區】Seobuk-gu （ソブク=ク）
- 公州市 - 공주시【公州市】Gongju-si （コンジュ=シ）
- 保寧市 - 보령시【保寧市】Boryeong-si （ポリョン=シ）
- 牙山市 - 아산시【牙山市】Asan-si （アサン=シ）
- 瑞山市 - 서산시【瑞山市】Seosan-si （ソサン=シ）
- 論山市 - 논산시【論山市】Nonsan-si （ノンサン=シ）
- 鶏龍市 - 계룡시【鷄龍市】Gyeryong-si （ケリョン=シ）
- 唐津市 - 당진시【唐津市】Dangjin-si （タンジン=シ）
- 錦山郡 - 금산군【錦山郡】Geumsan-gun （クムサン=グン）
- 扶余郡 - 부여군【扶餘郡】Buyeo-gun （プヨ=グン）
- 舒川郡 - 서천군【舒川郡】Seocheon-gun （ソチョン=グン）
- 青陽郡 - 청양군【靑陽郡】Cheongyang-gun （チョンヤン=グン）
- 洪城郡 - 홍성군【洪城郡】Hongseong-gun （ホンソン=グン、忠清南道庁所在地）
- 礼山郡 - 예산군【禮山郡】Yesan-gun （イェサン=グン）
- 泰安郡 - 태안군【泰安郡】Taean-gun （テアン=グン）

### 全北特別自治道
전북특별자치도【全北特別自治道】Jeonbuk-teukbyeoljachido （チョンブク=トゥクピョルチャチド、"전북"（全北, Jeonbuk）と略される）
- 全州市 - 전주시【全州市】Jeonju-si （チョンジュ=シ）
  - 完山区 - 완산구【完山區】Wansan-gu （ワンサン=グ、全北特別自治道庁所在地）
  - 徳津区 - 덕진구【德津區】Deokjin-gu （トクチン=グ）
- 群山市 - 군산시【群山市】Gunsan-si （クンサン=シ）
- 益山市 - 익산시【益山市】Iksan-si （イクサン=シ）
- 井邑市 - 정읍시【井邑市】Jeongeup-si （チョンウプ=シ）
- 南原市 - 남원시【南原市】Namwon-si （ナムォン=シ）
- 金堤市 - 김제시【金堤市】Gimje-si （キムジェ=シ）
- 完州郡 - 완주군【完州郡】Wanju-gun （ワンジュ=グン）
- 鎮安郡 - 진안군【鎭安郡】Jinan-gun （チナン=グン）
- 茂朱郡 - 무주군【茂朱郡】Muju-gun （ムジュ=グン）
- 長水郡 - 장수군【長水郡】Jangsu-gun （チャンス=グン）
- 任実郡 - 임실군【任實郡】Imsil-gun （イムシル=グン）
- 淳昌郡 - 순창군【淳昌郡】Sunchang-gun （スンチャン=グン）
- 高敞郡 - 고창군【高敞郡】Gochang-gun （コチャン=グン）
- 扶安郡 - 부안군【扶安郡】Buan-gun （プアン=グン）

### 全羅南道
전라남도【全羅南道】Jeollanam-do （チョルラナム=ド、"전남"（全南, Jeonnam）と略される。）
- 木浦市 - 목포시【木浦市】Mokpo-si （モクポ=シ）
- 麗水市 - 여수시【麗水市】Yeosu-si （ヨス=シ）
- 順天市 - 순천시【順天市】Suncheon-si （スンチョン=シ）
- 羅州市 - 나주시【羅州市】Naju-si （ナジュ=シ）
- 光陽市 - 광양시【光陽市】Gwangyang-si （クァンヤン=シ）
- 潭陽郡 - 담양군【潭陽郡】Damyang-gun （タミャン=グン）
- 谷城郡 - 곡성군【谷城郡】Gokseong-gun （コクソン=グン）
- 求礼郡 - 구례군【求禮郡】Gurye-gun （クレ=グン）
- 高興郡 - 고흥군【高興郡】Goheung-gun （コフン=グン）
- 宝城郡 - 보성군【寶城郡】Boseong-gun （ポソン=グン）
- 和順郡 - 화순군【和順郡】Hwasun-gun （ファスン=グン）
- 長興郡 - 장흥군【長興郡】Jangheung-gun （チャンフン=グン）
- 康津郡 - 강진군【康津郡】Gangjin-gun （カンジン=グン）
- 海南郡 - 해남군【海南郡】Haenam-gun （ヘナム=グン）
- 霊岩郡 - 영암군【靈岩郡】Yeongam-gun （ヨンアム=グン）
- 務安郡 - 무안군【務安郡】Muan-gun （ムアン=グン）（全羅南道道庁所在地）
- 咸平郡 - 함평군【咸平郡】Hampyeong-gun （ハンピョン=グン）
- 霊光郡 - 영광군【靈光郡】Yeonggwang-gun （ヨングァン=グン）
- 長城郡 - 장성군【長城郡】Jangseong-gun （チャンソン=グン）
- 莞島郡 - 완도군【莞島郡】Wando-gun （ワンド=グン）
- 珍島郡 - 진도군【珍島郡】Jindo-gun （チンド=グン）
- 新安郡 - 신안군【新安郡】Sinan-gun （シナン=グン）

### 慶尚北道
경상북도【慶尙北道】Gyeongsangbuk-do （キョンサンブク=ト、"경북"（慶北, Gyeongbuk）と略される。）
- 浦項市 - 포항시【浦項市】Pohang-si （ポハン=シ）
  - 南区 - 남구【南區】Nam-gu （ナム=グ）
  - 北区 - 북구【北區】Buk-gu （プク=ク）
- 慶州市 - 경주시【慶州市】Gyeongju-si （キョンジュ=シ）
- 金泉市 - 김천시【金泉市】Gimcheon-si （キムチョン=シ）
- 安東市 - 안동시【安東市】Andong-si （アンドン=シ）（慶尚北道庁所在地）
- 亀尾市 - 구미시【龜尾市】Gumi-si （クミ=シ）
- 栄州市 - 영주시【榮州市】Yeongju-si （ヨンジュ=シ）
- 永川市 - 영천시【永川市】Yeongcheon-si （ヨンチョン=シ）
- 尚州市 - 상주시【尙州市】Sangju-si （サンジュ=シ）
- 聞慶市 - 문경시【聞慶市】Mungyeong-si （ムンギョン=シ）
- 慶山市 - 경산시【慶山市】Gyeongsan-si （キョンサン=シ）
- 義城郡 - 의성군【義城郡】Uiseong-gun （ウィソン=グン）
- 青松郡 - 청송군【靑松郡】Cheongsong-gun （チョンソン=グン）
- 英陽郡 - 영양군【英陽郡】Yeongyang-gun （ヨンヤン=グン）
- 盈徳郡 - 영덕군【盈德郡】Yeongdeok-gun （ヨンドク=クン）
- 清道郡 - 청도군【淸道郡】Cheongdo-gun （チョンド=グン）
- 高霊郡 - 고령군【高靈郡】Goryeong-gun （コリョン=グン）
- 星州郡 - 성주군【星州郡】Seongju-gun （ソンジュ=グン）
- 漆谷郡 - 칠곡군【漆谷郡】Chilgok-gun （チルゴク=クン）
- 醴泉郡 - 예천군【醴泉郡】Yecheon-gun （イェチョン=グン）
- 奉化郡 - 봉화군【奉化郡】Bonghwa-gun （ポンファ=グン）
- 蔚珍郡 - 울진군【蔚珍郡】Uljin-gun （ウルチン=グン）
- 鬱陵郡 - 울릉군【鬱陵郡】Ulleung-gun （ウルルン=グン）

### 慶尚南道
경상남도【慶尙南道】Gyeongsangnam-do （キョンサンナム=ド、"경남"（慶南, Gyeongnam）と略される）
- 昌原市 - 창원시【昌原市】Changwon-si （チャンウォン=シ、慶尚南道庁所在地）
  - 馬山合浦区 － 마산합포구【馬山合浦區】Masan-Happo-gu （マサナッポ=グ）
  - 馬山会原区 － 마산회원구【馬山會原區】Masan-Hoewon-gu （マサネウォン=グ）
  - 城山区 － 성산구【城山區】Seougsan-gu （ソンサン=グ）
  - 義昌区 － 의창구【義昌區】Uichang-gu （ウィチャン=グ）
  - 鎮海区 － 진해구【鎭海區】Jinhae-gu （チネ=グ）
- 晋州市 - 진주시【晋州市】Jinju-si （チンジュ=シ）
- 統営市 - 통영시【統營市】Tongyeong-si （トンヨン=シ）
- 泗川市 - 사천시【泗川市】Sacheon-si （サチョン=シ）
- 金海市 - 김해시【金海市】Gimhae-si （キメ=シ）
- 密陽市 - 밀양시【密陽市】Miryang-si （ミリャン=シ）
- 巨済市 - 거제시【巨濟市】Geoje-si （コジェ=シ）
- 梁山市 - 양산시【梁山市】Yangsan-si （ヤンサン=シ）
- 宜寧郡 - 의령군【宜寧郡】Uiryeong-gun （ウィリョン=グン）
- 咸安郡 - 함안군【咸安郡】Haman-gun （ハマン=グン）
- 昌寧郡 - 창녕군【昌寧郡】Changnyeong-gun （チャンニョン=グン）
- 固城郡 - 고성군【固城郡】Goseong-gun （コソン=グン）
- 南海郡 - 남해군【南海郡】Namhae-gun （ナメ=グン）
- 河東郡 - 하동군【河東郡】Hadong-gun （ハドン=グン）
- 山清郡 - 산청군【山淸郡】Sancheong-gun （サンチョン=グン）
- 咸陽郡 - 함양군【咸陽郡】Hamyang-gun （ハミャン=グン）
- 居昌郡 - 거창군【居昌郡】Geochang-gun （コチャン=グン）
- 陜川郡 - 합천군【陜川郡】Hapcheon-gun （ハプチョン=グン）

### 済州特別自治道
제주특별자치도【濟州特別自治道】Jeju-teukbyeoljachido （チェジュ=トゥクピョルチャチド）
- 済州市 - 제주시【濟州市】Jeju-si （チェジュ=シ、済州特別自治道庁所在地）
- 西帰浦市 - 서귀포시【西歸浦市】Seogwipo-si （ソギポ=シ）